# Corazón de estudiante
Corazón de estudiante (en portugués: Coração de estudante) es una telenovela brasileña de 2002, producida y exhibida por TV Globo.
Protagonizada por Helena Ranaldi y Fábio Assunção, con las participaciones antagónicas de Adriana Esteves y Marcello Antony. Con las actuaciones estelares de Carolina Kasting, Pedro Malta, Cláudio Marzo, Jessica Marina, Bruno García, Angela Vieira y Vladimir Brichta.

## Sinopsis
Eduardo Feitosa (Fábio Assunção) es un joven e idealista profesor de Biología. Este se muda con su hijo, Lipe (Pedro Malta), a la ficticia ciudad de Nueva Alianza, en Minas Gerais. Tiene una relación amorosa con la millonaria Amélia Mourão (Adriana Esteves), pero su relación se desestabiliza cuando se enamora de la abogada Clara Gouveia (Helena Ranaldi). Amelinha es hija del ambicioso empresario João Mourão (Cláudio Marzo), el hombre más poderoso de la ciudad. Y Clara es una defensora de la ecología. Clara y Eduardo lucharán juntos para proteger el medio ambiente de los planes de João Mourão.

## Reparto
- Fábio Assunção como Eduardo «Edu» Feitosa
- Helena Ranaldi como Clara Gouveia Feitosa
- Adriana Esteves como Amélia «Amelinha» Mourão
- Pedro Malta como Felipe «Lipe» Mendes Feitosa
- Ítalo Rossi como juez Bonifácio
- Tião D'Ávila como Sílvio
- Ângela Vieira como Esmeralda Camargo
- Jussara Freire como Lígia Gouveia
- Leonardo Villar como Ronaldo Rosa
- Marcos Caruso como Raul Gouveia
- Cláudio Marzo como João Alfredo Mourão
- Caio Blat como Matheus Camargo
- Marcello Antony como Leandro Junqueira
- Cláudio Heinrich como Gustavo «Baú» Brandão
- Paulo Vilhena como Fábio
- Júlia Feldens como Rafaela Tavares
- Vladimir Brichta como Nélio Garcia
- Alexandra Richter como Rita
- Ana Carbatti como Eneida
- Dill Costa como Raimunda
- Hugo Gross como detective Alceu
- Juliana Martins como Ana
- Mário César Camargo como Beraldo
- Paulo Figueiredo como prefecto Lineu Inácio
- Ricardo Petraglia como Dr. Armando
- Sônia Guedes como Madalena
- Alinne Moraes como Rosana
- Ana Paula Botelho como Bia
- Betito Tavares como Cardosinho
- Cacá Bueno como Horácio
- Jana Palma como Luciana
- Jéssica Marina como Sofia Mourão
- Marília Passos como Patrícia «Patty» Gouveia Brandão
- Michelle Birkheuer como Bruna
- Nathália França como Carol Rosa
- Ramon Francisco como Zé
- Rodrigo Prado como Carlos
- Xando Graça como delegado Isolino Furtado
- Kailany Guimarães como Vitinho/Vítor (bebé de Rosana)
- Carolina Kasting como Mariana Mendes
- Bruno Garcia como Pedro Guerra
- Paulo Gorgulho como Caio
- Fernanda de Freitas como Heloísa